# Laplaceova metoda
Laplaceova metoda je technika pro asymptotické aproximace Laplaceových integrálů, tedy přibližný výpočet integrálů ve tvaru
{\displaystyle \int _{a}^{b}f(t)e^{-ng(t)}\mathrm {d} t.}
Meze {\displaystyle a} a {\displaystyle b} mohou nabývat hodnot {\displaystyle \pm \infty }.
Čím větší je {\displaystyle n,} tím je aproximace přesnější. Speciálním případem těchto integrálů je Laplaceova transformace. Metoda je pojmenována podle francouzského matematika Pierra-Simona Laplaceho, který ji publikoval v roce 1774.
Zobecněním metody na komplexní čísla je metoda největšího spádu.

## Tvrzení
Nechť {\displaystyle g\in C^{2}(\langle a,b\rangle )} a existuje ostré minimum {\displaystyle t_{0}\in (a,b)} (tedy {\displaystyle g'(t_{0})=0} a {\displaystyle g''(t_{0})>0}). Dále platí {\displaystyle f(t_{0})\neq 0}. Pak platí
{\displaystyle \lim \limits _{n\to \infty }{\frac {\int _{a}^{b}f(t)e^{-ng(t)}\mathrm {d} t}{e^{-ng(t_{0})}f(t_{0}){\sqrt {\frac {2\pi }{ng''(t_{0})}}}}}=1}
nebo v terminologii asymptotické analýzy
{\displaystyle \int _{a}^{b}f(t)e^{-ng(t)}\mathrm {d} t\sim e^{-ng(t_{0})}f(t_{0}){\sqrt {\frac {2\pi }{ng''(t_{0})}}}\quad {\text{pro }}n\to \infty }.

## Odvození
Základní myšlenka je následující:
Největší příspěvek k hodnotě integrálu pochází z bodů v okolí {\displaystyle U_{\varepsilon }(t_{0})}.
Za předpokladu, že {\displaystyle n} je velmi velké, můžeme integrál vyjádřit takto:
{\displaystyle {\begin{aligned}\int _{a}^{b}f(t)e^{-ng(t)}\mathrm {d} t&=e^{-ng(t_{0})}\int _{a}^{b}f(t)e^{-n\left[g(t)-g(t_{0})\right]}\mathrm {d} t\\&\approx e^{-ng(t_{0})}f(t_{0})\int _{t_{0}-\varepsilon }^{t_{0}+\varepsilon }e^{-n\left[g(t)-g(t_{0})\right]}\mathrm {d} t\end{aligned}}}
Funkci {\displaystyle g} v bodě {\displaystyle t_{0}} vyjádříme pomocí Taylorova rozvoje:
{\displaystyle g(t)=g(t_{0})+g'(t_{0})(t-t_{0})+{\frac {1}{2}}g''(t_{0})(t-t_{0})^{2}+{\mathcal {O}}((t-t_{0})^{3})}
Tedy můžeme aproximovat
{\displaystyle {\begin{aligned}g(t)-g(t_{0})&\approx g'(t_{0})(t-t_{0})+{\frac {1}{2}}g''(t_{0})(t-t_{0})^{2}\\&={\frac {1}{2}}g''(t_{0})(t-t_{0})^{2}\end{aligned}}}
Odtud plyne
{\displaystyle \int _{a}^{b}f(t)e^{-ng(t)}\mathrm {d} t\approx e^{-ng(t_{0})}f(t_{0})\int _{t_{0}-\varepsilon }^{t_{0}+\varepsilon }e^{-{\frac {n}{2}}g''(t_{0})(t-t_{0})^{2}}\mathrm {d} t}
Pokud by v integrálu na pravé straně byly integrační meze {\displaystyle \langle -\infty ,\infty \rangle } šlo by o Gaussův integrál; díky tomu, že hodnota exponenciální funkce při odchýlení od {\displaystyle t_{0}} klesá velmi rychle, můžeme použít jeho hodnotu:
{\displaystyle {\begin{aligned}e^{-ng(t_{0})}f(t_{0})\int _{t_{0}-\varepsilon }^{t_{0}+\varepsilon }e^{-{\frac {n}{2}}g''(t_{0})(t-t_{0})^{2}}\mathrm {d} t&\approx f(t_{0})e^{-ng(t_{0})}\int _{-\infty }^{\infty }e^{-{\frac {n}{2}}g''(t_{0})(t-t_{0})^{2}}\mathrm {d} t\\&=f(t_{0})e^{-ng(t_{0})}\int _{-\infty }^{\infty }e^{-{\frac {n}{2}}g''(t_{0})s^{2}}\mathrm {d} s\\&=f(t_{0})e^{-ng(t_{0})}{\sqrt {\frac {2\pi }{ng''(t_{0})}}}\\\end{aligned}}}